# Please Mr. Postman (álbum)
Please Mr. Postman es el álbum debut en 1961 del grupo femenino The Marvelettes, y el sexto que salió publicado por la compañía Motown. Su título provino del exitoso sencillo «Please Mr. Postman», que fue número uno en las listas musicales estadounidenses.

## Contenido
Aparte de la pista principal «Please Mr. Postman», las Marvelettes también interpretaron notables versiones de «Way Over There», de sus compañeros de sello The Miracles, y «I Want a Guy», que había sido ese mismo año el sencillo debut para The Supremes, el otro grupo femenino de Motown. La versión que realizaron las Marvelettes de «I Want a Guy» sirvió como lado B a su siguiente sencillo después de «Please Mr. Postman», el menos exitoso «Twistin' Postman». A diferencia de la fracasada versión original interpretada por las Supremes, la versión hecha por las Marvelettes de «I Want a Guy» alcanzó a ser un éxito a nivel regional.
Otras canciones del álbum incluían «Oh I Apologize», escrita por Smokey Robinson, quien luego produciría futuro material para las Marvelettes, y «Angel», que tendría como vocalista principal a Wanda Young, la misma que sustituiría después a Gladys Horton como la principal vocalista del grupo.

## Sencillos
Cuatro canciones del álbum llegaron a aparecer en disco sencillo:
- «Please Mr. Postman»/«So Long Baby» apareció el 21 de agosto de 1961. La canción principal llegó a alcanzar el número uno durante siete semanas en la lista del R&B, y el número uno en la lista pop.
- «I Want a Guy» se publicó el 6 de diciembre de 1961 como lado B de «Twistin' Postman», del álbum The Marvelettes Sing (también conocido como The Marvelettes Smash Hits of '62).
- «All the Love I Got» se publicó el 9 de abril de 1962 como lado B de «Playboy», del álbum Playboy.

## Recepción
Please Mr. Postman recibió críticas negativas al creerse que se había editado «apresuradamente» para capitalizar el éxito que la canción principal del álbum había conseguido previamente. 

## Lista de canciones
| Cara 1 |                       |                                                                             |                     |          |  |
| N.º    | Título                | Escritor(es)                                                                | Vocalista principal | Duración |  |
| 1.     | «Angel»               | Sonny Sanders-Chico Leverett-Robert Bateman                                 | Wanda Young         | 2:32     |  |
| 2.     | «I Want a Guy»        | Berry Gordy-Brian Holland-Freddie Gorman                                    | Wanda Young         | 2:38     |  |
| 3.     | «Please Mr. Postman»  | Brian Holland-Robert Bateman-Georgia Dobbins-William Garrett-Freddie Gorman | Gladys Horton       | 2:29     |  |
| 4.     | «So Long Baby»        | James Young-Robert Bateman-Brian Holland                                    | Wanda Young         | 2:51     |  |
| 5.     | «I Know How It Feels» | Janie Bradford-Richard Wylie-Brian Holland-Robert Bateman                   | Wanda Young         | 2:58     |  |
| 13:28  |                       |                                                                             |                     |          |  |

| Cara 2 |                             |                                          |                     |          |  |
| N.º    | Título                      | Escritor(es)                             | Vocalista principal | Duración |  |
| 1.     | «Way Over There»            | William Robinson-Berry Gordy             | Gladys Horton       | 2:23     |  |
| 2.     | «Happy Days»                | Berry Gordy-Alma McKnight                | Gladys Horton       | 2:06     |  |
| 3.     | «You Don't Want Me No More» | Berry Gordy                              | Gladys Horton       | 2:37     |  |
| 4.     | «All the Love I Got»        | Berry Gordy-Brian Holland-Robert Bateman | Gladys Horton       | 2:26     |  |
| 5.     | «Whisper»                   | Berry Gordy-Marv Johnson                 | Wanda Young         | 2:35     |  |
| 6.     | «Oh I Apologize»            | Berry Gordy-William Robinson             | Gladys Horton       | 2:53     |  |
| 15:00  |                             |                                          |                     |          |  |

## Créditos y personal
- Gladys Horton: voz principal y acompañamiento vocal
- Wanda Young: voz principal y acompañamiento vocal
- Georgeanna Tillman: acompañamiento vocal
- Katherine Anderson: acompañamiento vocal
- Wyanetta «Juanita» Cowart: acompañamiento vocal
- The Funk Brothers: instrumentación
- Raynoma Liles Gordy: musitrón, Ondioline
- Brian Bert (Brian Holland y Robert Bateman): productores del álbum
- Robert Bateman: productor único en «Angel»
- Brian Holland: productor único en «I Know How It Feels»
- Berry Gordy: productor único en «You Don't Want Me No More»